# Халатов, Артемий Багратович
Артемий (Арташес) Багратович Халатов (Халатянц) (арм. Արտաշես Խալաթով; 15 (27) апреля 1894, Баку — 26 сентября 1937, Москва) — советский политический и государственный деятель.

## Биография

### Ранние годы
Родился Арташес Халатянц в Баку в армянский семье служащего (в официальной биографии фигурировал как сын рабочего), там же и вырос. В 1912 году с серебряной медалью окончил Бакинское реальное училище, в 1912—1916 учился в Московском коммерческом институте (не закончил). В студенческие годы присоединился к марксистскому кружку. В 1915 году организовал кассу взаимопомощи студентов института, выступил одним из организаторов продовольственного снабжения студентов продуктами из Закавказья. Учредил при институте издательское общество «Высшая школа».  В это время познакомился с Анастасом Микояном. В апреле 1916 года стал работать в главном комитете Всероссийского земского союза; работал по снабжению земских организаций на юге России.

### Революция. Гражданская война
После Февральской революции стал заместителем председателя Московского городского продовольственного комитета. В августе 1917 года Халатов избирается по списку большевиков в президиум Замоскворецкого ВРК. С 26 октября 1917 года заместитель чрезвычайного комиссара, с начала 1918 года — чрезвычайный комиссар Москвы по продовольствию и транспорту. Он стал одним из организаторов карточной системы в Москве. С 1919 года Халатов руководил распределением продовольствия как член коллегии Наркомпрода и отвечал за снабжение Красной армии. В годы Гражданской войны — на руководящих постах в Наркомате продовольствия и Главном управлении по снабжению армии продовольствием. В ходе переговоров с гетманом Скоропадским о возможности получения проводовольствия с Украины был арестован, 2 месяца провёл в заключении и затем был выдворен в РСФСР. Участвовал в организации продотрядов и карательных экспедиций, в том числе во время голода в Поволжье. С 1920 года член ВЦИК. Бессменный член Моссовета.

### Деятельность в СССР
В 1921—1928 гг. председатель Комиссии по улучшению быта учёных (ЦЕКУБУ) при СНК РСФСР-СССР, решал вопросы, связанные со снабжением и условиями быта учёных. Занимался созданием санатория ученых в усадьбе Узкое под Москвой (санаторий так и называется «Узкое», ныне — в черте Москвы). Организовал при ЦЕКУБУ издательство КУБУЧ, в частности, издававшее труды по новейшей физике, что способствовало становлению физических наук  в СССР. С 1922 г. член коллегии Наркомата путей сообщения, с 1927 г. член коллегии Наркомата просвещения, председатель правления Госиздата и ОГИЗа.  Под его руководством в Госиздате издавалось немало хорошей литературы (в том числе даже избранные мемуары белых генералов).  Вместе с тем сыграл значительную роль в становлении цензуры и идеологизации советской литературы.
В 1923—1929 гг. председатель товарищества «Народное питание», в 1927—1929 гг. ректор Московского института народного хозяйства.
Идея товарищества «Народное питание» состояла в создании сети общественного питания в масштабах всей страны. Халатов стал инициатором создания фабрик-кухонь, впоследствии – комбинатов питания. Первая фабрика-кухня открылась в 1925 году в Иваново-Вознесенске, и Халатов лично присутствовал на ее открытии. Вскоре фабрики-кухни начали активно строиться по всей стране, а на каждом предприятии стали возникать столовые.
В 1929 году — глава Госиздата. В историю издательского дела вошёл тем, что запретил журналу «Печать и революция» напечатать приветствие по случаю 20-летия  творческой и общественной работы Владимира Маяковского. Уже готовая страница приветствия в напечатанном журнале была по приказу Халатова вырезана изо всех 5 тысяч уже сброшюрованных экземпляров. Халатов в письменном виде яростно обвинил редакцию в том, что она дерзнула назвать «попутчика» Маяковского великим революционным поэтом, и требовал сообщить имя того, кто сочинил это «возмутительное приветствие». Тем не менее, в после самоубийства Маяковского А.Халатов был назначен председателем похоронной комиссии и был одним из выносивших гроб с телом Маяковского из Дома литераторов на Поварской, что привело к публичному скандалу.
При этом, будучи руководителем издательства Халатов способствовал изданию в СССР таких книг, как  мемуары генералов Белой армии, исследования по истории революции и Гражданской войны: например, в 1928 году были изданы «Очерки русской смуты» А.И. Деникина, а в 1929-м — воспоминания латышского революционера, начальника штаба московской Красной гвардии Я.Я. Пече о событиях в Москве в октябре 1917 года, во многом перечеркивающие официальную версию событий.  В 1930-е годы все эти книги были изъяты и находились в спецхранах.
В 1929 году выступал с докладом «Советская книга за 10 лет» на XIV Всероссийском съезде Советов.
До июня 1935 года — начальник Центрального отдела подготовки кадров НКПС.
С 1935 года — председатель Всесоюзного общества изобретателей.
Автор более 60 брошюр и статей по экономическим вопросам.
Его имя в 1930-х годах носили совхоз на территории Пушкинского заповедника, Театр детской книги и школа ФЗУ в Москве.
Проживал в Доме на набережной в шестикомнатной квартире в двенадцатом подъезде — квартира 229.

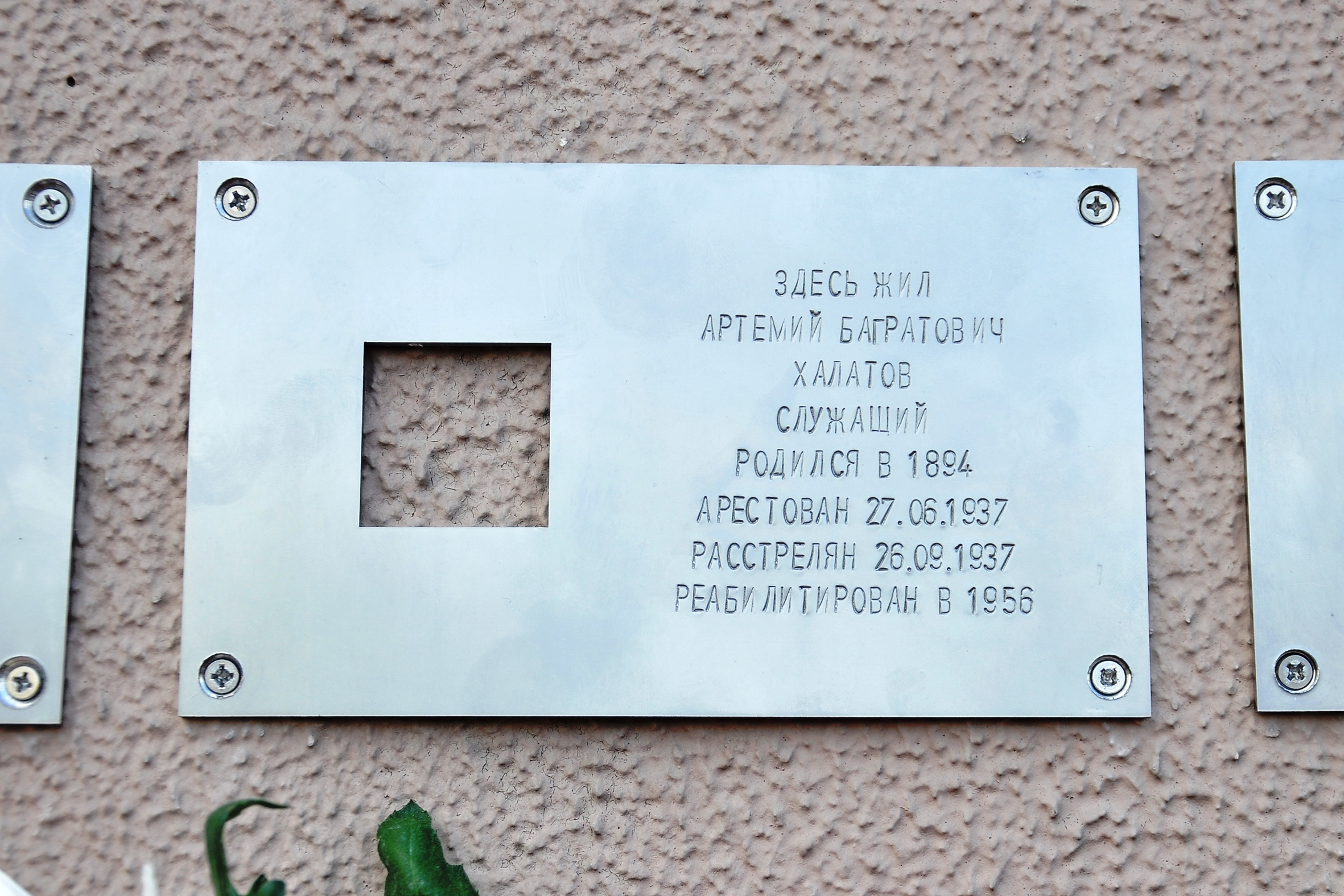
Последний адрес на доме, в котором жил Халатов

В 1937 году исключён из ВКП(б), в которой состоял с 1917 года, а в 1937 году арестован. Приговорён к смертной казни 26 сентября 1937 года. Расстрелян. Реабилитирован посмертно в 1956 году.

## Семья
Мать — Екатерина Герасимовна Халатова (урожд. Авакянц; 1876—1975), сотрудница сектора массовой работы Наркомпроса РСФСР, заведующая книжным фондом Государственной библиотеки СССР имени В. И. Ленина.
В Москве, на Новом Донском кладбище (непосредственно у ворот) по воле матери А.Б. Халатова Екатерины Герасимовны над ее могилой установлен кенотаф — на надгробной плите, помимо ее имени  помещен портрет А. Халатова и надпись: «Гордость матери. Артемий Халатов, член КПСС с 1917».
- Жена — Татьяна Павловна Халатова (урожд. Худякова; 1902—1976), художник-график. 16 июля 1937 года была арестована как ЧСИР[7].
  - Дочь — Светлана Артемьевна Халатова[8], в замуж. Ковалева (род. 1926)